# Kittiphong Pluemjai
Kittiphong Pluemjai (thailändisch กิตติพงษ์ ปลื้มใจ, * 29. März 1993 in Surin) ist ein thailändisch-norwegischer Fußballspieler.

## Karriere
Pluemjai erlernte das Fußballspielen in der Jugendmannschaft von Brann Bergen im norwegischen Bergen. Hier spielte er auch 2012 für die 2. Mannschaft. Im Februar 2013 wechselte er zum Nest-Sotra Fotball nach Sotra. Im Dezember 2013 ging er nach Thailand. Hier unterschrieb er einen Vertrag bei Buriram United. Der Verein aus Buriram spielte in der ersten thailändischen Liga, der Thai Premier League. In der Rückrunde 2014 wurde er an den Drittligisten Surin City FC ausgeliehen. Mit dem Verein aus Surin spielte in der dritten Liga des Landes, der damaligen Regional League Division 2. Hier trat Surin in der North-Eastern Region an. Die Saison 2015 stand er beim Zweitligisten Sukhothai FC unter Vertrag. Mit dem Verein aus Sukhothai wurde er am Ende der Saison Tabellendritter der zweiten Liga und stieg somit in die erste Liga auf. Nach dem Aufstieg verließ er Sukhothai und schloss sich wieder seinem ehemaligen norwegischen Verein Nest-Sotra Fotball an. 2017 ging er wieder in sein Geburtsland. Hier nahm ihn der Zweitligist Nongbua Pitchaya FC aus Nong Bua Lamphu unter Vertrag. Nach der Hinrunde 2017 wechselte er im Juni zum Ligakonkurrenten Chainat Hornbill FC. Mit dem Verein aus Chainat feierte er am Ende der Saison die Meisterschaft und den Aufstieg in die erste Liga. Nach dem Aufstieg verließ er Chainat. Der Zweitligist Angthong FC nahm ihn die Saison 2018 unter Vertrag. Als Tabellenfünfzehnter musste er am Ende der Saison mit Verein aus Ang Thong in die dritte Liga absteigen. Das erste Halbjahr 2019 spielte er wieder in Norwegen, wo er beim Lysekloster IL unter Vertrag stand. Im Juli 2019 zog es ihn nach Malaysia, wo ihn der PKNS FC aus Petaling Jaya unter Vertrag nahm. PKNS spielte in der ersten malaysischen Liga, der Malaysia Super League. Im Januar 2021 verpflichtete ihn der Bangkok FC. Mit dem Hauptstadtverein spielte er in der dritten Liga. Udon Thani FC, ein Zweitligist aus Udon Thani, nahm ihn im Juni 2021 unter Vertrag. Für Udon Thani absolvierte er 30-Zweitligaspiele. Im Juni 2022 wechselte er in die dritte Liga. Hier schloss er sich dem Songkhla FC an. Mit dem Verein aus Songkhla spielte er zweimal in der Southern Region der Liga. Im Januar 2023 wechselte er zum ebenfalls in der Southern Region spielenden Pattani FC. Für den Klub aus Pattani stand er zehnmal in der Liga auf dem Spielfeld. Im Sommer 2023 wechselte er in den Nordosten des Landes. Hier schloss er sich dem in der North/Eastern Region spielenden Udon United FC an. Für den Verein aus Udon Thani bestritt er 19 Ligaspiele. Hierbei schoss er sieben Tore. Nach einer Spielzeit wechselte er im Sommer 2024 in die Northern Region. Hier schloss er sich in Chiangmai den Chiangmai FC an. Nach sieben Ligaspielen wurde sein Vertrag nach der Hinrunde im Dezember 2024 nicht verlängert.

## Erfolge
Buriram United
- Kor-Royal-Cup-Sieger: 2015

Chainat Hornbill FC
- Thailändischer Zweitligameister: 2017  ▲